# Cylloceria rubrica
Cylloceria rubrica är en stekelart som beskrevs av Dasch 1992. Cylloceria rubrica ingår i släktet Cylloceria och familjen brokparasitsteklar. Inga underarter finns listade i Catalogue of Life.